# Ashaway
Ashaway és una concentració de població designada pel cens dels Estats Units a l'estat de Rhode Island. Segons el cens del 2000 tenia 1.537 habitants.

## Demografia
Segons el cens del 2000, Ashaway tenia 1.537 habitants, 589 habitatges, i 441 famílies. La densitat de població era de 249,3 habitants per km².
Dels 589 habitatges en un 32,1% hi vivien nens de menys de 18 anys, en un 58,9% hi vivien parelles casades, en un 11% dones solteres, i en un 25,1% no eren unitats familiars. En el 18,5% dels habitatges hi vivien persones soles el 7,5% de les quals corresponia a persones de 65 anys o més que vivien soles. El nombre mitjà de persones vivint en cada habitatge era de 2,61 i el nombre mitjà de persones que vivien en cada família era de 2,99.
Per edats la població es repartia de la següent manera: un 23,9% tenia menys de 18 anys, un 7% entre 18 i 24, un 31,3% entre 25 i 44, un 25,3% de 45 a 60 i un 12,4% 65 anys o més.
L'edat mediana era de 38 anys. Per cada 100 dones de 18 o més anys hi havia 92,3 homes.
La renda mediana per habitatge era de 47.271 $ i la renda mediana per família de 49.125 $. Els homes tenien una renda mediana de 41.375 $ mentre que les dones 25.556 $. La renda per capita de la població era de 21.149 $. Aproximadament el 6,6% de les famílies i el 7,9% de la població estaven per davall del llindar de pobresa.

## Poblacions més properes
El següent diagrama mostra les poblacions més properes.